# ヴェリントン・ペレイラ・ド・ナシメント
ヴェリントン・パウリスタ（Wellington Paulista）ことヴェリントン・ペレイラ・ド・ナシメント（ポルトガル語: Wellington Pereira do Nascimento、1984年4月22日 - ）は、ブラジルの元サッカー選手。現役時代のポジションはFW。

## クラブ歴
サンパウロに生まれ、CAジュベントスの下部組織で育った。トップチームに昇格し、ミラソウFC、パラナ・クルーベ、サントスFCに期限付き移籍し経験を積んだ。サントスでは30試合9得点の結果を残し、スペインのセグンダ・ディビシオンに所属するデポルティーボ・アラベスに移籍した。
翌年にボタフォゴFRに移籍してブラジルに復帰。カンピオナート・カリオカ優勝に貢献した。
2009年にクルゼイロECに加入、38試合21得点でカンピオナート・ミネイロ制覇とカンピオナート・ブラジレイロ・セリエA4位に貢献した。コパ・リベルタドーレス2009でも5得点をあげ、決勝に進出したが敗れた。翌年もカンピオナート・ブラジレイロ・セリエA2位、コパ・リベルタドーレス2010では準決勝進出とクラブの好調に10得点を添えた。2011年にSEパルメイラスに期限付き移籍したが翌年に復帰。
2013年1月11日に3年延長オプションつきの半年の契約でウェストハム・ユナイテッドFCに期限付き移籍、ウェストハム・ユナイテッドとしてはジョー・コール、マルアーヌ・シャマフ、ショーン・マグワイアに次ぐ4人目の冬補強となった 。この移籍について彼は「ここでベストを尽くす事が出来ると思うし、これから伸びていくブラジル有数のストライカーであると認めさせるために来たんだ。」と述べたが、サウサンプトンFC、レディングFC戦でベンチ入りを果たしたのみで、1試合も出場できずに退団した。
2013年夏にウェストハム・ユナイテッドから戻るとクリシューマECに期限付き移籍した。
2013年内にはSCインテルナシオナルに加入する噂があったが、クルゼイロが保有権を持っていたので、加入の報は12月26日に為された。インテルナシオナルは同年にレアンドロ・ダミアンが移籍したため、彼の後釜としての加入となった。翌年コリチーバFCに期限付き移籍。
2015年にフルミネンセFCに完全移籍。2016年にAAポンチ・プレッタに、2017年にアソシアソン・シャペコエンセ・ジ・フチボウに期限付き移籍し、2018年にシャペコエンセに完全移籍した。

## タイトル
ボタフォゴ
- カンピオナート・カリオカ: 2008

クルゼイロ
- カンピオナート・ミネイロ: 2009, 2011

インテルナシオナル
- カンピオナート・ガウショ: 2014

シャペコエンセ
- カンピオナート・カタリネンセ: 2017

フォルタレーザ
- カンピオナート・セアレンセ: 2019, 2020, 2021